# Asperger-Syndrom

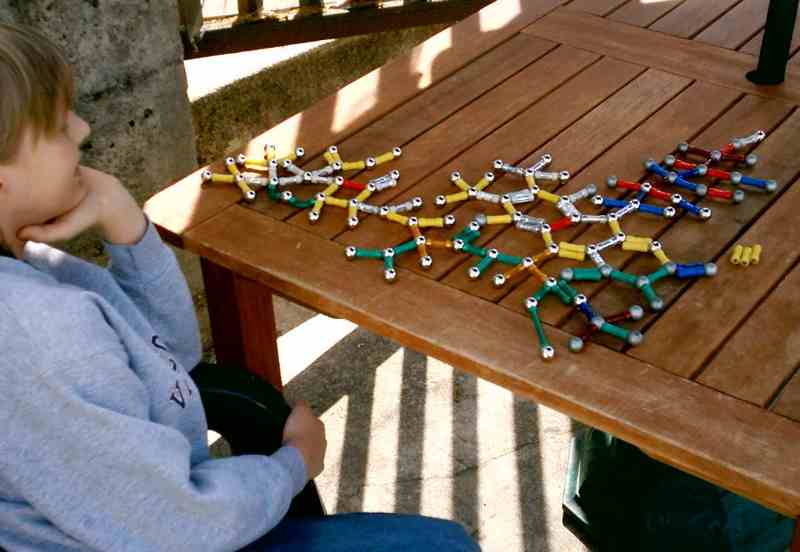
Menschen mit Asperger-Syndrom entwickeln oft Spezialinteressen; dieser Junge beschäftigt sich mit Molekülstrukturen.

Das Asperger-Syndrom (abgekürzt AS, auch Asperger-Autismus oder Asperger-Störung sowie veraltet Autistische Psychopathie oder Schizoide Störung des Kindesalters) ist eine nach dem Kinderarzt Hans Asperger benannte Variante des Autismus. Merkmale des Asperger-Syndroms sind Schwierigkeiten in der sozialen Interaktion und Kommunikation sowie ein eingeschränktes, stereotypes, sich wiederholendes Repertoire von Interessen und Aktivitäten. Ebenfalls auffällig häufig sind Abweichungen bei der Wahrnehmung und Reizverarbeitung (dazu gehören unter anderem sensorische Über- und/oder Unterempfindlichkeiten sowie Schwierigkeiten bei der Reizfilterung). Beeinträchtigt ist häufig die Fähigkeit, nonverbale Kommunikationsformen (Gestik, Mimik, Blickkontakt) bei anderen Personen zu erkennen, diese auszuwerten (zu mentalisieren) oder sie selbst auszusenden. Das Kontakt- und Kommunikationsverhalten von Personen mit Asperger-Autismus kann dadurch merkwürdig und ungeschickt erscheinen. Da ihre Intelligenz in den meisten Fällen normal ausgeprägt ist, werden sie von ihrer Umwelt leicht als wunderlich wahrgenommen.
Das Asperger-Syndrom wurde in den 1920er Jahren erstmals beschrieben und 1994 als Diagnose sowohl in die Internationale Klassifikation der Krankheiten der Weltgesundheitsorganisation (ICD-10) als auch das Diagnostic and Statistical Manual of Mental Disorders (DSM-IV) aufgenommen, wo es den tiefgreifenden Entwicklungsstörungen zugeordnet war. Von anderen Subtypen des Autismus wurde das Asperger-Syndrom dadurch abgegrenzt, dass im Regelfall die Sprachentwicklung nicht betroffen war und keine Intelligenzminderung vorlag. Im DSM-5 (2013) und der ICD-11 (2022) wird nicht mehr zwischen Autismus-Subtypen unterschieden und damit auch die Diagnose Asperger-Syndrom aufgegeben. Stattdessen werden alle Erscheinungsformen des Autismus zur Autismus-Spektrum-Störung zusammengefasst. Grund hierfür ist die zunehmende Erkenntnis in der Wissenschaft, dass eine klare Abgrenzung der bislang definierten Subtypen nicht möglich ist – und man stattdessen von einem fließenden Übergang zwischen verschiedenen individuellen Ausprägungen des Autismus ausgehen sollte.
Das Asperger-Syndrom kann mit Stärken verbunden sein, etwa in den Bereichen der objektiven, nicht emotionalen Wahrnehmung, der Selbstbeobachtung, der Aufmerksamkeit und der Gedächtnisleistung. Ob es als Krankheit oder als eine Normvariante der menschlichen Informationsverarbeitung eingestuft werden sollte, wurde von Wissenschaftlern und Ärzten sowie von Asperger-Autisten und ihren Angehörigen uneinheitlich beantwortet. Grundbedingung für die Diagnose eines Asperger-Syndroms war jedoch, dass es zu Beeinträchtigungen in mehreren Lebensbereichen kam (siehe Kriterium C im DSM). Medizinisch besaß es somit Krankheitswert und wurde daher als Entwicklungsstörung eingestuft.

## Geschichte
Das später so genannte Asperger-Syndrom ist in der Psychiatrie ab Mitte der 1920er Jahre beschrieben worden. Die ältesten wissenschaftlichen Publikationen stammen von der russischen Kinderpsychiaterin Grunja Sucharewa, die 1925 Fälle einer „schizoiden Persönlichkeitsstörung“ vorstellte und 1926 den Ausdruck „schizoide Psychopathie“ verwendete. Der österreichische Kinderarzt Hans Asperger bezeichnete es in seiner 1943 eingereichten Habilitationsschrift als „autistische Psychopathie“.
Aspergers Schrift erschien damals fast gleichzeitig mit Leo Kanners grundlegendem Aufsatz über den frühkindlichen Autismus (1943). Man nimmt an, dass beide Autoren zunächst keine Kenntnis über die Arbeit des jeweils anderen Autors hatten. Kanners in den USA veröffentlichte Arbeit fand sofort internationale Beachtung; der Aufsatz des Österreichers Asperger wurde damals – mitten im Zweiten Weltkrieg – außerhalb der deutschsprachigen wissenschaftlichen Gemeinschaft kaum bekannt. Auch ein 1962 von zwei niederländischen Autoren veröffentlichter Aufsatz, in dem eine Unterscheidung zwischen der „autistischen Psychopathie“ Aspergers und dem Kanner-Autismus versucht wurde, fand zunächst wenig Resonanz. Die Arbeiten Sucharewas, die im Gegensatz zu Kanner und Asperger auch intensiv zum Erscheinungsbild bei Mädchen arbeitete, wurden erst Ende des 20. Jahrhunderts von der internationalen Forschung wieder aufgegriffen.
Von der internationalen Forschungsgemeinschaft wurden Aspergers Arbeiten erst nach 1981 beachtet, als die britische Psychiaterin Lorna Wing Aspergers Arbeit fortsetzte und das Syndrom, das bis dahin als Psychopathie galt, nach Hans Asperger benannte. Sie betrachtete das Asperger-Syndrom als mit dem frühkindlichen Autismus verwandt, aber klar unterscheidbar.
In den späten 1980er Jahren wurden dann von verschiedenen Seiten Diagnosekriterien formuliert, die sich zum Teil erheblich voneinander unterschieden. 1994 wurde das Asperger-Syndrom in das medizinische Klassifikationssystem ICD der Weltgesundheitsorganisation aufgenommen und 2022 gestrichen. Im Diagnostic and Statistical Manual of Mental Disorders (DSM), dem Klassifikationssystem der American Psychiatric Association, war es von 1994 bis 2013 enthalten.
In dieser Zeit wuchs das wissenschaftliche Interesse: Während im Zeitraum von Aspergers Erstbeschreibung 1944 bis 1994 insgesamt nur etwa 75 wissenschaftliche Veröffentlichungen erschienen, wurden zwischen 1994 und 2010 über 1800 Arbeiten publiziert.:2

## Verwandte Bezeichnungen
Im englischsprachigen Raum wurde beim frühkindlichen Autismus oft zwischen verschiedenen Formen unterschieden. Eine davon war der sogenannte hochfunktionale Autismus (HFA). Die Autoren einer Studie des Yale Child Study Center schlugen 1995 vor, zwischen hochfunktionalem Autismus und Asperger-Syndrom zu unterscheiden. Diese Unterscheidung wurde 2013 in einer Übersichtsarbeit von Autoren an der Universität Freiburg bekräftigt. Es sei wichtig, zwischen hoch- und niedrig-funktionellem Asperger-Syndrom einerseits sowie zwischen hoch- und niedrig-funktionellem frühkindlichem Autismus andererseits zu unterscheiden.
Zuvor hatte Lorna Wing 1991 vorgeschlagen, Autismus als übergangslose Gesamtheit (Kontinuum) unterschiedlich schwerer Störungen zu beschreiben, in dem HFA und Asperger-Syndrom milde Ausprägungsformen bilden. Mitunter sprechen Autoren heute daher von Autismus-Spektrum-Störungen (ASS).
Da das Autismus-Spektrum beim Asperger-Syndrom nicht endet, sondern sich weit in die Normalität hinein erstreckt – zum Beispiel bis in die „ganz normale“ Schüchternheit oder Eigenbrötelei – wurde für Erscheinungsbilder mit schwach ausgeprägten autistischen Persönlichkeitsmerkmalen und Verhaltensweisen der Begriff Broader Autism Phenotype (BAP) geprägt. Dem entspricht im Deutschen am ehesten die Bezeichnung „autistische Züge“.

## Symptome
Das Asperger-Syndrom ist gekennzeichnet durch Auffälligkeiten in der wechselseitigen sozialen Interaktion sowie sich wiederholende und ritualisierte Verhaltensmuster. Sprache, Intelligenz und Anpassungsfähigkeit entwickeln sich ohne merkliche Verzögerung. Bei der Sprache sind jedoch ungewöhnliche Intonationen oder als pedantisch oder formell wahrgenommene Ausdrucksweisen typisch. Weiterhin lässt sich oft eine motorische Ungeschicklichkeit beobachten.
Aufgrund der altersgemäß verlaufenden Entwicklung in den Bereichen Sprache, Intelligenz und Anpassungsfähigkeit wird das Asperger-Syndrom in der Regel erst nach dem dritten Lebensjahr bemerkbar oder Auffälligkeiten werden erst rückblickend als solche wahrgenommen.

### Soziale Interaktion
Ebenso wie andere autistische Kinder nehmen Kinder mit Asperger-Syndrom eher wenig und nur flüchtig mit anderen Blickkontakt auf. Im Alltag sind mangelndes Einfühlungsvermögen und Unverständnis für zwischenmenschliche Gefühle charakteristisch. Hans Asperger empfand die Emotionen seiner Probanden nicht als unterentwickelt, sondern eher als von andersartiger Qualität.:S. 128
Die autistische Wissenschaftlerin und Erfinderin Temple Grandin äußerte sich so zu ihren Gefühlen: „Meine Emotionen sind einfacher als die der meisten anderen Menschen. Ich weiß nicht, was eine vielschichtige Emotion in einer zwischenmenschlichen Beziehung ist. Ich verstehe nur einfache Emotionen wie Wut, Furcht, Glück und Traurigkeit.“
Kinder mit Asperger-Syndrom sind oft sozial isoliert und ecken aufgrund ihrer Besonderheiten leicht an. Im Klassenverband werden sie häufig gehänselt, ausgegrenzt und gemobbt. Im englischen Sprachraum bezeichnen viele Menschen mit Asperger ihr Anderssein scherzhaft als „Wrong Planet Syndrome“ (deutsch: Falscher-Planet-Syndrom) und drücken damit ihr Gefühl aus, irrtümlich auf einem fremden Planeten gestrandet zu sein, dessen Regeln und Bewohner sie nicht verstehen.
Menschen mit Asperger-Syndrom werden, auch wenn sie auf andere in guter Absicht zugehen wollen, wegen ihres häufig abgewandten Blicks und ihrer verschlossenen Körpersprache oft als gezwungen, gefühlslos, ängstlich, schüchtern, ausweichend, abweisend oder desinteressiert wahrgenommen, wodurch nähere zwischenmenschliche Kontakte häufig scheitern.
Hans Asperger beobachtete, dass die betroffenen Kinder auch zur „autistischen Selbstbeschau“ neigen. In Situationen, in denen andere Kinder selbstvergessen „dahinleben“, stehen Asperger-Kinder sich selbst und ihren körperlichen Funktionen oft (kritisch) beobachtend gegenüber.:S. 115
In der Ratgeberliteratur und in Erfahrungsberichten wird auch von mangelndem Selbstvertrauen berichtet. Wissenschaftliche Ergebnisse aus entsprechenden Studien liegen bislang (Stand: August 2015) nicht vor, obgleich über dieses Merkmal bereits verschiedentlich geschrieben wurde. Zweifellos hat es erhebliche Bedeutung schon im beruflichen Bereich.
Menschen mit Asperger-Syndrom müssen nach außen hin keine offensichtlichen Anzeichen einer Behinderung zeigen. So kann es passieren, dass ihre Verhaltensweisen von anderen als bewusste Provokation empfunden werden, obwohl dies objektiv gar nicht der Fall ist. Wenn etwa auf eine normale Frage nur Schweigen folgt, wird dies naturgemäß oft als Sturheit und Unhöflichkeit empfunden.
- Menschen mit Asperger-Syndrom können schlecht Blickkontakt mit anderen Menschen aufnehmen oder halten.
- Sie vermeiden Körperkontakt, wie etwa Händeschütteln.
- Sie sind unsicher, wenn es darum geht, Gespräche mit anderen zu führen, besonders wenn es sich um eher belanglosen Smalltalk handelt.
- Soziale Regeln, die sich nicht-autistischen Menschen intuitiv erschließen, müssen Menschen mit Asperger-Syndrom aktiv erlernen.
- Etwa in der Schule sind sie in den Pausen lieber für sich, weil sie die normale Art, wie ihre Mitschüler miteinander umgehen, als etwas Befremdliches empfinden und dem aus dem Weg gehen wollen.
- Im Unterricht sind sie meist wesentlich besser im schriftlichen als im mündlichen Bereich.
- In Ausbildung und Beruf bereiten ihnen selbst schwierigste Aufgaben und Anforderungen kaum Probleme, schon weit mehr, Telefonate führen zu müssen oder gar ein persönlicher Kontakt mit Kunden. In Unterricht und Studium können unerlässliche mündliche Prüfungen oder Vorträge erhebliche Barrieren darstellen.
- Da auf dem Arbeitsmarkt in vielen Bereichen die Kontakt- und Teamfähigkeit ebenso viel zählt wie die reine fachliche Eignung, ist es für Menschen mit Asperger-Syndrom nicht einfach, überhaupt eine geeignete Stelle zu finden. Viele ziehen eine selbstständige Tätigkeit vor.

### Repetitive Verhaltensmuster und Spezialinteressen
Von außen betrachtet scheinen Personen mit Asperger-Syndrom kaum an ihren Mitmenschen interessiert zu sein. Es gibt jedoch Belege dafür, dass sie großes Interesse an sozialen Kontakten haben, jedoch nicht wissen, wie sie es umsetzen können. Schwierigkeiten, die Körpersprache und Mimik anderer zu erkennen, spielen dabei eine Rolle und werden oft als mangelndes Einfühlungsvermögen missverstanden.
Typisch für sie sind dagegen vielfältige, oft sehr spezielle Interessen und über das normale Maß weit hinausreichende Fähigkeiten und Talente. Einige weisen eine Hoch- oder Inselbegabung auf. Die Schätzungen über die Häufigkeit gehen wegen großer methodischer Schwierigkeiten bei der Erfassung auseinander. Es wird jedoch angenommen, dass autistische Merkmale und die Tendenz zu Spezialbegabungen durch zerebrale Prozesse miteinander verknüpft sein könnten.
Menschen mit Asperger-Syndrom sind oft darauf fixiert, ihre äußere Umgebung und Tagesabläufe möglichst gleichbleibend zu gestalten. Plötzliche Veränderungen können sie überfordern oder nervös machen. Manche Kinder mit Asperger-Syndrom zeigen, wenn sie erregt oder ängstlich sind, atypische Bewegungsabläufe (Manierismen), die auch sonst bei Autismus vorkommen, zum Beispiel ein flatterndes Auf- und Abschlagen der Arme, Hände oder Finger.

### Sprachentwicklung und Kommunikation
Kinder mit Asperger-Syndrom entwickeln die Lautsprache ohne auffällige Verzögerung. Die Kinder können eine grammatikalisch und stilistisch hochstehende Sprache zeigen. Wie bereits Hans Asperger beobachtete, fallen betroffene Kinder oft durch eine ihrem Alter nicht entsprechende, erwachsene, pedantische Ausdrucksweise und eine unübliche Betonung (Prosodie) auf. Im englischen Sprachraum wird das Asperger-Syndrom darum auch als „Little Professor Syndrome“ (deutsch: Kleiner-Professor-Syndrom) bezeichnet. Die Tonlage ist oft monoton und macht zum Beispiel nicht den Unterschied zwischen ernst und humorvoll gemeinten Äußerungen deutlich. Vielfach sind Sprechgeschwindigkeit und Lautstärke der jeweiligen Situation nicht angemessen. Auch unflüssiges, ruckartiges Sprechen kann vorkommen.
Manche Menschen mit Asperger-Syndrom führen gerne lange Reden, gerade über Themen, die ihnen besonders liegen und auch ihre Begabung widerspiegeln, ohne gleichzeitig zu erkennen, ob es die Zuhörenden nicht etwa überfordert oder auch nur interessiert. Manche Autoren halten dies für einen der prägendsten Züge des Syndroms. Weitere Merkmale sind eine detailreiche Erzählweise mit Schwierigkeiten, Wesentliches von Unwesentlichem zu unterscheiden, abrupte Themenwechsel, das Wörtlichnehmen von bildhaften Redewendungen und das Stellen von rhetorischen Fragen.
Charakteristisch ist auch die Verwendung von bildlichen Ausdrücken (Metaphern) und Wortschöpfungen, die nur ihnen selbst geläufig sind, oder das Festhalten an Formulierungen, die wie auswendig gelernt oder wie aus einem Buch vorgetragen klingen, sowie das Nichterkennen von Feinheiten (Nuancen) – zum Beispiel Ironie, Necken – und ungenaues Zuhören. Manche führen Selbstgespräche, um ihre Gedanken zu ordnen, etwa um ein bereits geführtes Gespräch vollends zu verstehen oder um ein anstehendes Gespräch zu proben.

### Motorik
Häufig treten beim Asperger-Syndrom motorische Besonderheiten auf, die bei sonstigem Autismus normalerweise fehlen. Dazu zählen ungelenke Bewegungen, Ungeschicklichkeit sowie grob- und feinmotorische Koordinationsstörungen. Daneben kann ein stelziger oder hüpfender Gang auftreten.

### Intelligenzprofil
Häufig zeigen Kinder mit Asperger-Syndrom ein differenziertes Intelligenzprofil. Ihre besonderen Stärken zeigen sich beim Verständnis und der Lösung sprachlicher Aufgaben.

### Konzentration und Lernvermögen
Manche Kinder mit Asperger-Syndrom zeichnen sich dadurch aus, dass sie ihre Aufmerksamkeit nur schlecht willentlich steuern können (exekutive Funktionen) und bei Aktivitäten, die sie nicht selbst gewählt haben – zum Beispiel in der Schule –, in hohem Maße unkonzentriert sind, woraus sich selbst bei hoher Intelligenz erhebliche Schwierigkeiten ergeben können.

„Diese Störung der aktiven Aufmerksamkeit ist bei Kindern dieses Typs fast regelmäßig zu finden. Es ist also nicht oder nicht nur die landläufige Konzentrationsstörung vieler neuropathischer Kinder zu beobachten, die von allen äußeren Reizen, von jeder Bewegung und Unruhe um sie herum von ihrem Arbeitsziel abgelenkt werden. Diese Kinder sind vielmehr von vornherein gar nicht geneigt, ihre Aufmerksamkeit, ihre Arbeitskonzentration auf das zu richten, was die Außenwelt, in diesem Fall die Schule, von ihnen verlangt.“

Wenn solche Konzentrationsschwierigkeiten bestehen, kann das Asperger-Syndrom mit AD(H)S verwechselt werden. Als Lernhindernis erweist sich auch die für das Asperger-Syndrom typische Beeinträchtigung der zentralen Kohärenz: der Fähigkeit, zwischen Wichtigem und Unwichtigem zu unterscheiden.

## Diagnose und Klassifikation

### Nach DSM
Das Asperger-Syndrom wurde erstmals im DSM-IV (1994) als Diagnose aufgeführt und wurde dabei als tiefgreifende Entwicklungsstörung eingeordnet. Für die 2000 veröffentlichte revidierte Fassung (DSM-IV-TR) wurde die klinische Beschreibung nahezu vollständig neu geschrieben.
Dort waren folgende Diagnosekriterien (A–F) für das Asperger-Syndrom enthalten:
- A) Qualitative Beeinträchtigung der sozialen Interaktion, die sich in mindestens zwei der folgenden Bereiche manifestiert:

1. merkliche Beeinträchtigung mehrerer nicht-verbaler Verhaltensweisen, die die soziale Interaktion steuern, wie Blickkontakt, Gesichtsausdruck, Körperhaltung und Gesten
2. Beziehungen zu Gleichaltrigen werden nicht oder nicht dem Entwicklungsstand entsprechend entwickelt.
3. Mangel an spontaner Hinwendung zu anderen, um mit diesen Freude, Interessen oder Stolz über eine Leistung zu teilen (betroffene Kinder neigen zum Beispiel nicht dazu, Dinge, die sie interessieren, anderen Menschen zu zeigen)
4. Mangel an sozialer oder emotionaler Gegenseitigkeit

- B) Beschränkte repetitive und stereotype Verhaltens-, Interessen- und Aktivitätenmuster, die sich in mindestens einem der folgenden Merkmale zeigen:

1. umfassende Beschäftigung mit einem oder mehreren stereotypen und beschränkten Interessenmustern, die wegen ihrer Intensität oder wegen des Gegenstands anormal sind
2. offensichtlich starres Festhalten an bestimmten nicht-funktionalen Routinen oder Ritualen
3. stereotype und repetitive motorische Angewohnheiten (zum Beispiel Hand- oder Fingerbewegungen oder komplexe Bewegungen des ganzen Körpers)
4. beharrliche Beschäftigung mit Objektteilen

- C) Die Störung verursacht eine klinisch signifikante Beeinträchtigung in sozialen, beruflichen oder anderen wichtigen Bereichen.
- D) Es existiert keine klinisch bedeutsame allgemeine Sprachverzögerung (zum Beispiel Gebrauch einzelner Wörter im zweiten Lebensjahr, kommunikative Sätze im dritten Lebensjahr)
- E) Es existiert keine klinisch bedeutsame Verzögerung der Entwicklung der Kognition, der praktischen Fähigkeiten (self-help skills) und des Anpassungsverhaltens (außer sozialer Interaktion) sowie – in der Kindheit – Neugier auf die Umgebung
- F) Die Störung erfüllt nicht die Kriterien einer anderen tiefgreifenden Entwicklungsstörung oder von Schizophrenie.

Im DSM-5 (2013, revidiert 2022) ist das Asperger-Syndrom nicht mehr als Diagnose enthalten. Es wurde, gemeinsam mit den anderen zuvor definierten Autismus-Diagnosen, zur Autismus-Spektrum-Störung (autism spectrum disorder, 299.0) zusammengefasst. Grund für diese Änderung war die Erkenntnis der Wissenschaft, dass eine klare Abgrenzung der zuvor unterschiedenen Subtypen nicht möglich war – und man stattdessen von einem fließenden Übergang zwischen verschiedenen individuellen Ausprägungen des Autismus ausgehen sollte.

### Nach ICD
Die Internationale Klassifikation der Krankheiten ist das Klassifikationssystem der Weltgesundheitsorganisation und wird in Deutschland, Österreich und der Schweiz bevorzugt angewendet. Dort wurde das Asperger-Syndrom in der 10. Version (ICD-10, 1994) erstmals aufgenommen und als tiefgreifende Entwicklungsstörung eingeordnet.
Es werden folgende Kriterien genannt:
- A) Keine klinisch bedeutsame allgemeine Verzögerung der gesprochenen Sprache, der Sprachwahrnehmung oder der kognitiven Entwicklungen. Für eine Diagnose ist erforderlich, dass einzelne Worte bis zum Alter von zwei Jahren entwickelt waren und Phrasen sollten spätestens im Alter von drei Jahren eingesetzt worden sein. Selbsthilfefertigkeiten, adaptives Verhalten und Neugier auf die Umgebung entsprechen einer normalen intellektuellen Entwicklung. Allerdings können motorische Meilensteine etwas später erreicht worden sein und motorische Ungeschicklichkeit ist typisch (jedoch keine für eine Diagnose notwendige Auffälligkeit). Isolierte spezielle Fertigkeiten, die oft mit ungewöhnlichen Beschäftigungen in Verbindung stehen, sind häufig, jedoch für eine Diagnose nicht notwendig.
- B) Qualitative Abweichungen in der wechselseitigen sozialen Interaktion wie beim frühkindlichen Autismus, also Abweichungen in mindestens zwei der folgenden Bereiche:
a) Unfähigkeit, Blickkontakt,  Mimik, Körperhaltung und Körpersprache zur Steuerung sozialer Interaktion zu verwenden
b) Unfähigkeit, trotz hinreichender Gelegenheiten dem geistigen Alter angemessene Beziehungen zu Gleichaltrigen aufzubauen, die das gegenseitige Teilen von Interessen, Aktivitäten und Emotionen beinhalten
c) Fehlende sozial-emotionale Gegenseitigkeit, die sich durch beeinträchtigte oder abweichende Reaktion auf die Emotionen anderer Personen zeigt; oder fehlende Anpassung des Verhaltens an den sozialen Kontext; oder eine schwache Integration von sozialem, emotionalem und kommunikativem Verhalten
d) Mangel an spontanen Versuchen, Freude, Interessen oder Erfolgserlebnisse mit anderen Personen zu teilen (z. B. kein Zeigen, Bringen, oder Erklären von Dingen, die für die Betroffenen von Bedeutung sind)
- C) Ungewöhnlich intensive, begrenzte Interessen oder beschränkte, repetitive und stereotype Verhaltensmuster, Interessen und Aktivitäten. Auch hier entsprechen die Kriterien denen für den frühkindlichen Autismus, nach denen mindestens einer der folgenden Punkte erfüllt sein muss, jedoch sind c) und d) für das Asperger-Syndrom eher ungewöhnlich:
a) eine umfassende Beschäftigung mit einem oder mehreren Mustern stereotypen Verhaltens, die in Bezug auf Inhalt und Schwerpunkt ungewöhnlich sind; oder eine oder mehrere Interessen, die in Bezug auf ihre Intensität und Begrenztheit ungewöhnlich sind
b) offenbar zwanghaftes Festhalten an spezifischen, nicht-funktionalen Routinen und Ritualen
c) stereotype und repetitive Bewegungen, die entweder schlagen/flattern mit Händen und Fingern oder deren Verbiegen beinhalten oder komplexe Bewegungen des gesamten Körpers
d) vorherrschende Beschäftigung mit Teil-Objekten oder nicht-funktionalen Elementen von Spielmaterial (wie deren Geruch, der Haptik ihrer Oberfläche oder den durch sie verursachten Geräuschen oder Vibrationen)
- D) Die Störung kann nicht einer anderen tiefgreifenden Entwicklungsstörung oder einer schizotypen Störung, Schizophrenia simplex, einer reaktiven Bindungsstörung des Kindesalters oder einer Bindungsstörung mit Enthemmung, einer zwanghaften Persönlichkeitsstörung oder einer Zwangsstörung zugeschrieben werden.

In der ICD-11 ist das Asperger-Syndrom wie im DSM-5 keine eigenständige Diagnose mehr, sondern geht in der Autismus-Spektrum-Störung (ASS, 6A02) auf.

### Alternative Kriterien
Vor der Aufnahme des Asperger-Syndroms in die Klassifikationssysteme DSM und ICD veröffentlichten einige Autoren eigene Diagnosekriterien, die sich zum Teil deutlich von diesen sowie untereinander unterschieden. Beachtung fanden die jeweils 1989 publizierten Kriterien von Szatmari, Bremner und Nagy sowie von Christopher und Carina Gillberg. Diese wurden auch später von einigen Experten als zutreffender oder geeigneter beurteilt als die in DSM und ICD festgelegten Kriterien.
Der britische Psychologe Tony Attwood gab 2011 auf Grundlage der Kriterien der Gillbergs folgende Diagnosekriterien an:
Soziale Beeinträchtigung
(mindestens zwei der folgenden Merkmale):
1. Unfähigkeit, mit Gleichaltrigen zu interagieren
2. mangelnder Wunsch, mit Gleichaltrigen zu interagieren
3. mangelndes Verständnis für soziale Signale
4. sozial und emotional unangemessenes Verhalten

Eingegrenzte Interessen
(mindestens eines der folgenden Merkmale):
1. Ausschluss anderer Aktivitäten
2. repetitives Befolgen der Aktivität
3. mehr Routine als Bedeutung

Repetitive Routine
(mindestens eines der folgenden Merkmale):
1. für sich selbst, in Bezug auf bestimmte Lebensaspekte
2. für andere

Rede- und Sprachbesonderheiten
(mindestens drei der folgenden Merkmale):
1. verzögerte Entwicklung
2. (oberflächlich gesehen) perfekter sprachlicher Ausdruck
3. formelle, pedantische Sprache
4. seltsame Prosodie, eigenartige Stimmmerkmale
5. beeinträchtigtes Verständnis einschließlich Fehlinterpretationen von wörtlichen/implizierten Bedeutungen

Nonverbale Kommunikationsprobleme
(mindestens zwei der folgenden Merkmale):
1. begrenzter Blickkontakt
2. begrenzte Gestik
3. unbeholfene oder linkische Körpersprache
4. begrenzte Mimik
5. unangemessener Ausdruck
6. starrer Blick

Motorische Unbeholfenheit
mangelnde Leistung bei Untersuchung der neurologischen Entwicklung

### Differenzialdiagnose
Bei der Differenzialdiagnose muss das Asperger-Syndrom von anderen tiefgreifenden Entwicklungsstörungen sowie weiteren psychischen Erkrankungen mit in Teilen ähnlicher Symptomatik abgegrenzt werden.
Frühkindlicher AutismusSowohl in der ICD-10 als auch dem DSM-IV ist der frühkindliche Autismus Ausschlussdiagnose für das Asperger-Syndrom. Sind die Kriterien für beide erfüllt, wird die Diagnose frühkindlicher Autismus gestellt. Wesentliche Unterscheidungskriterium ist die beim Asperger-Syndrom fehlende Verzögerung von Sprachentwicklung und kognitiver Entwicklung. Weiterhin liegt der Schwerpunkt des begrenzten, repetitiven und stereotypen Verhaltens beim Asperger-Syndrom im Bereich von intensiv verfolgten Spezialinteressen und weniger im Bereich von Bewegungs-Stereotypien und der Beschäftigung mit Teil-Objekten.
Schizoide Persönlichkeitsstörung (SPS)Die Abgrenzung von der schizoiden Persönlichkeitsstörung kann kompliziert sein, da einige autistische Menschen (bis zu 26 %) gleichzeitig die Kriterien für die schizoide Persönlichkeitsstörung erfüllen. Sowohl beim Asperger-Syndrom als auch SPS kann die soziale Kommunikation (Mimik, Gestik, Blickkontakt etc.) auffällig sein. Unterschiedlich ist jedoch, dass schizoide Menschen oft eher reserviert, zurückgezogen und verschlossen (oder sogar geheimnistuerisch) auftreten und tendenziell ungerne von sich erzählen. Im Gegensatz dazu sind viele Menschen mit leichtem Autismus häufig sehr offen, ehrlich, direkt und gelegentlich ungewollt aufdringlich. Die Betroffenen haben oft nur wenig Angst davor, anderen einen Einblick in ihr Innenleben zu geben. Dies kann man gut an der offenen Selbstdarstellung in den Autobiographien von Autisten und bei Interviews erkennen. Sie wünschen sich gerade im Erwachsenenalter oft Freunde und Bekannte. Wegen ihrer Schwierigkeiten, vielschichtige Gefühle beim Gegenüber wahrzunehmen oder angemessen darauf zu reagieren, sind sie jedoch oft nur begrenzt zu Freundschaften in der Lage.
Schizotypische Persönlichkeitsstörung (STP)Auch die Abgrenzung von der schizotypischen Persönlichkeitsstörung ist nicht einfach, weil auch hier in bis zu 40 % der Fälle Überlappungen auftreten können (d. h. Asperger-Syndrom und zusätzlich schizotype Merkmale). Bei den Autismus-Spektrum-Störungen stehen jedoch Symptome wie eingeschränkte Erlebnis- und Ausdrucksfähigkeit, paranoide Gedanken und Argwohn nicht im Zentrum. Schizotypische Persönlichkeiten erkennen soziale Hinweise (Gestik, Mimik etc.) zwar meist, aber sie überinterpretieren sie dann in eher misstrauischer Weise (Hyper-Mentalizing). Personen mit Asperger-Syndrom haben Probleme damit, soziale Zeichen überhaupt wahrzunehmen und zu lesen (Hypo-Mentalizing).
Im Unterschied zu Menschen mit Autismus verfügen schizotypische Personen über eine Theory of Mind (ToM). Die Imprinted Brain Theory von Bernard Crespi (wonach Autismus und Psychosen gegensätzliche Extreme sein sollen) sieht die schizotypische Persönlichkeitsstörung und das Asperger-Syndrom analog als jeweils abgeschwächte Form an.
SchizophrenieKlassische schizophrene Symptome (wie Wahnvorstellungen, Halluzinationen und Denkstörungen) sind beim Asperger-Syndrom nicht zu beobachten. Menschen mit Asperger-Syndrom flüchten sich gelegentlich in ihre Fantasie oder in ihre Spezialinteressen, das hat aber nichts mit Schizophrenie zu tun. Sie sind durchaus in der Lage, wieder in die Alltagsrealität zurückzukehren.
ParanoiaMenschen mit Asperger-Syndrom sind in ihrem Verständnis zwischenmenschlichen Geschehens beeinträchtigt und neigen vermutlich aus diesem Grunde stärker als andere zu paranoiden Deutungsmustern. Diese Charakteristik ist jedoch schwächer als bei Personen mit Wahnvorstellungen ausgeprägt und von diesen auch abgrenzbar.
Urbach-Wiethe-SyndromAutistische Verhaltensweisen können auch beim Urbach-Wiethe-Syndrom auftreten. Die dabei auftretenden Haut- und Schleimhautveränderungen und genetische Untersuchungen ermöglichen aber meist eine Abgrenzung vom Autismus.
Atypischer AutismusDie Diagnose atypischer Autismus (F84.1) wird gestellt, wenn die Kriterien weder für frühkindlichen Autismus noch für das Asperger-Syndrom passen, aber dennoch Charakteristika vorliegen, die dem Autismus-Spektrum zuzuordnen sind.
Für die Differenzialdiagnose im Erwachsenenalter werden in einem Überblick von 2013 zusätzlich folgende andere Abweichungen erläutert, die vom Asperger-Syndrom zu unterscheiden seien: Soziale Angststörung (Soziale Phobie), Zwangsstörung, Zwanghafte Persönlichkeitsstörung und Aufmerksamkeitsdefizit-/Hyperaktivitätsstörung (ADHS).

## Begleitende Störungen
Gelegentlich tritt das Asperger-Syndrom gemeinsam mit anderen psychischen Störungen auf (Komorbidität):
- Zu den häufigsten Formen zählt die Depression, die meist durch Traumata oder negative Erlebnisse (Privatleben, Berufsleben) mitbedingt ist.[6]
- Menschen mit Asperger-Syndrom können auch die Kriterien für eine Zwangsstörung oder eine zwanghafte Persönlichkeitsstörung erfüllen. Bei einer nur leichten Zwangsstörung ist die Abgrenzung vom Asperger-Syndrom einfacher als im Falle einer zwanghaften Persönlichkeitsstörung. Asperger-Syndrom und Zwangsstörung können aber auch gleichzeitig bestehen.[65]
- Wenn Konzentrationsschwierigkeiten vorliegen, wird das Asperger-Syndrom leicht mit der ADHS verwechselt.[46] Beides kann aber auch gemeinsam bestehen. In einer Übersicht von 2012 wird betont, dass sowohl mögliche Überlappungen als auch die Unterscheidungen beachtet werden müssen.[66]
- Auch ist bereits ein gemeinsames Vorkommen des Asperger-Syndroms und des Tourette-Syndroms beschrieben worden. Wenn ein Asperger-Syndrom alleine vorliegt, ist es vom Tourette-Syndrom gut zu unterscheiden.[18]
- In manchen Fällen wird auch ein gemeinsames Vorkommen des Asperger-Syndroms und Magersucht (Anorexia nervosa) beobachtet.[67]

## Häufigkeit
Die Häufigkeit (Prävalenz) des Asperger-Syndroms im Kindesalter variiert je nach den zugrunde gelegten Diagnosekriterien. In einer Untersuchung von 2007 bei 4422 achtjährigen Kindern in Finnland waren die Anteile 0,25 % (nach DSM-IV), 0,29 % (nach ICD-10), 0,27 % (nach den Gillberg-Kriterien) und 0,16 % nach den Szatmari-Kriterien.
Das Verhältnis der betroffenen Jungen und Mädchen in der finnischen Studie betrug 0,8:1 nach DSM-IV und 2:1 nach den Gillberg-Kriterien. Bei allen Formen des Autismus zeigte eine Übersicht von 2015, dass die Zahlen zur Geschlechterverteilung wegen methodischer Schwierigkeiten stark variieren. Das Verhältnis männlich-weiblich betrage jedoch mindestens 2:1 bis 3:1, was auf biologische Faktoren hindeute.

## Das Asperger-Syndrom bei Erwachsenen
Erwachsene mit Asperger-Syndrom leben oft zurückgezogen und haben wenige persönliche Sozialkontakte. An deren Stelle treten die nahezu unbeschränkten, weitgehend anonymen und vielfältigen Möglichkeiten des Internets, ein Umstand, der für sie geradezu geschaffen ist.
Bei Asperger- und hochfunktionalen Autisten stellen deren Defizite bei Intuition, der Nonverbalen Kommunikation, der Akzeptanz von Standpunkten anderer, der sozialen Interaktion und der zwischenmenschlichen Kommunikation Schranken dar, die trotz normaler intellektueller und sprachlicher Fähigkeiten die Partnersuche erheblich erschweren können. Dieses Problem kann sich bereits während der Adoleszenz stellen, gerade dann, wenn die Entwicklung der sozialen Kompetenzen der Betroffenen nicht mit den damit verbundenen Anforderungen, also den Wünschen und Erwartungen einer möglichen Partnerin oder eines Partners, Schritt halten kann. Betroffene Frauen leben häufiger in einer Beziehung als betroffene Männer.
Für die berufliche Entwicklung von Menschen mit Asperger ist die Frage entscheidend, ob es gelingt, ihre speziellen Interessen zu bedienen und ihr Begabungspotenzial zu nutzen.
Manche Erwachsene mit Asperger-Syndrom suchen bewusst oder unbewusst Verbindungen zu anderen Menschen, mit deren Charakter und Persönlichkeit sie am ehesten klarkommen. Die sozialen Netzwerke, welche sie gegebenenfalls aufbauen, bestehen meist ebenfalls aus introvertierten Personen, aber mit ähnlichen Anschauungen, Spezialinteressen und Zielen, die sie, oft bis an den Rand der Belastbarkeit, beharrlich verfolgen, bis sich der gewünschte Erfolg einstellt. Solche Partner (Modebegriffe: Geeks und Nerds) müssen keineswegs selbst Autisten sein. Erwachsene mit Asperger-Syndrom und einem gut funktionierenden sozialen Umfeld sind sich ihrer autistischen Züge häufig selbst nicht einmal bewusst. Sie können bereits dann überfordert sein, wenn sie unfreiwillig etwas mit Menschen zu tun haben, deren Persönlichkeit sich zu sehr von der eigenen unterscheidet.

### Diagnose im Erwachsenenalter
Eine Studie der Autismus-Forschungs-Kooperation (AFK) mit 271 erwachsenen Probanden mit Autismus ergab, dass deren durchschnittliches Alter zum Zeitpunkt der Diagnosestellung 35 Jahre betrug. 87 % der Probanden hatten die Diagnose erst nach dem 18. Lebensjahr erhalten. Der Asperger-Autismus werde häufig erst relativ spät diagnostiziert, weil die Defizite der normal intelligenten Menschen weniger offenkundig seien.
Bei der Diagnose im Erwachsenenalter spielen oft weniger der Schweregrad als vielmehr die Lebensumstände eine Rolle. Bei guter privater und beruflicher Integration ist unter Umständen keine Therapie nötig. Lebenskrisen, hervorgerufen etwa durch Arbeitslosigkeit oder Scheidung, können dazu führen, dass die Andersartigkeit im sozialen Umgang deutlicher erkennbar wird und dann zur Diagnose führt.

### Beruf
„Gerade bei den Autistischen sehen wir – mit weit größerer Deutlichkeit als bei den ‚Normalen‘ –, daß sie schon von frühester Jugend an für einen bestimmten Beruf prädestiniert erscheinen, daß dieser Beruf schicksalhaft aus ihren besonderen Anlagen herauswächst.“

Der Geophysiker Peter Schmidt beschreibt, wie sich das Asperger-Syndrom im modernen akademischen Berufsleben auswirkt. Danach werde er wegen seines Asperger-Syndroms als „Problemfall“, der gelegentlich Widerstand hervorruft, aber andererseits als Koryphäe und Leistungsträger wahrgenommen. Menschen mit Asperger-Syndrom, die offenbar dennoch von Kindesbeinen an für einen bestimmten Beruf vorherbestimmt (prädestiniert) zu sein scheinen, stoßen in der modernen Arbeitswelt, in der es zunehmend auf Mobilität, Flexibilität, Teamfähigkeit und Kommunikationsfähigkeit ankommt, auf erhebliche Schwierigkeiten. Inwieweit es ihnen gelingt, eine ihren Eigenarten entsprechende Nische zu finden, hängt sowohl von den Menschen, mit denen der Autist zusammenarbeiten muss, besonders den Vorgesetzten, als auch von den Arbeitsbedingungen ab. Für Betroffene ist es daher wichtig, bereits vor Beginn einer Berufstätigkeit genaue Kenntnis über die Anforderungen am Arbeitsplatz sowie das Umfeld und die Räumlichkeiten zu erhalten, damit sie sich bestmöglich darauf einstellen können. Laut einem Bericht der Deutschen Welle von 2013 haben nur 15 Prozent der Asperger-Betroffenen eine normale Arbeit.

### Kriminalstatistik
Mitunter kommt die Frage auf, ob Autisten eine erhöhte Neigung zu kriminellen Handlungen aufweisen. Dies lässt sich durch die bisher erstellten Studien nicht belegen. Dennoch wird von den Autoren überwiegend die Auffassung vertreten, dass Autisten eine geringere Kriminalrate als nicht autistische Personen haben. Sie seien eher Opfer als Täter. Zudem würden sie dazu neigen, Gesetze rigide anzuwenden, und hätten Probleme, geltende Regeln nicht zu befolgen und Gesetzesüberschreitungen vorzunehmen. Andererseits zeigen Einzelfallschilderungen, dass Menschen mit Asperger durchaus mit dem Gesetz in Konflikt kommen können.

### Prognose
Nach Hans Asperger hängt eine günstige Prognose vom individuellen Grad der Begabung ab. Weniger begabte Menschen kämen oft nur in minderwertigere Arbeitsverhältnisse als Hochbegabte und trieben sich im ungünstigsten Fall als „komische Originale auf den Straßen herum“. Bei „intellektuell intakten“ und überdurchschnittlich begabten Autisten komme es:

„zu einer guten Berufsleistung und damit zu einer sozialen Einordnung, oft in hochgestellten Berufen, oft in so hervorragender Weise, daß man zu der Anschauung kommen muß, niemand als gerade diese autistischen Menschen seien gerade zu solcher Leistung befähigt.“

## Ursachen
Die Pathogenese des Asperger-Syndroms (und des gesamten Autismusspektrums) ist nach bisherigem Forschungsstand in entwicklungsbiologischen Abweichungen bei der Entstehung und dem Wachstum des Gehirns zu finden. Verändert sind dabei sowohl die Anatomie als auch die Funktion, und insbesondere die Ausbildung bestimmter Nervenverbindungen (Konnektom). Gegenstand der Forschung sind die möglichen Ursachen, die in erster Linie – aber nicht nur – die Embryonalentwicklung betreffen. Neben vererbten genetischen Faktoren kommen alle Umstände in Frage, die die Entwicklung der Gene in kritischen Zeitfenstern beeinflussen (Teratologie).

### Genetik
Die genetischen Ursachen des Autismusspektrums haben sich als äußerst vielschichtig und komplex erwiesen. In einer Publikation von 2011 wurden 103 Gene und 44 Genorte (Genloci, vgl. auch DNA) als mögliche Mitspieler identifiziert. Es wird davon ausgegangen, dass es bei immensen Kombinationsmöglichkeiten weit mehr davon gibt. In einer Publikation von 2020 wurde ausgeführt, dass es noch keine Belege für Gene gibt, die genau zum Autismusspektrum passen.

Deletion (1), Duplikation (2) und Inversion (3) von bestimmten Abschnitten eines Chromosoms.

Seit etwa 2010 hat sich herausgestellt, dass neben den schon länger bekannten erblichen Faktoren submikroskopische Veränderungen in Chromosomen eine Schlüsselrolle spielen, nämlich die Kopienzahlvariationen. In erster Linie handelt es sich dabei um Genduplikationen oder Gendeletionen. Sie entstehen bei der Bildung von Eizellen der Mutter oder von Samenzellen des Vaters (Meiose). Dies bedeutet, dass sie neu entstehen (de novo). Wenn dem Kind von einem Elternteil (autosomal-dominant) eine solche genetische Konstellation weitergegeben wird, kann das Kind diese mit einer Wahrscheinlichkeit von 50 % weitervererben. Es ist aber auch denkbar, dass sie beim Kind nur einmalig auftritt und dann nicht weitervererbt wird, oder aber in späteren Generationen, möglicherweise bei mehreren Nachkommen, erneut vorkommt. In diesem Fall kann die Durchschlagskraft (Penetranz und Expressivität) von Person zu Person mit 0–100 % höchst unterschiedlich ausfallen. Moderne Analysemethoden (DNA-Chip-Technologie) erlauben inzwischen die Feststellung von solchen zur Erkrankung führenden genetischen Faktoren (Analyse des Karyotyps), wobei die Einbeziehung von Familienmitgliedern oft hilfreich oder sogar erforderlich ist.

### Neuroimaging
Durch bildgebende Verfahren konnten (auf Gruppenebene, jedoch noch nicht im Einzelfall) strukturelle und/oder funktionelle Anomalien im Gehirn festgestellt werden. Bildliche Darstellungen einzelner Gehirne lassen bislang noch keine validen Aussagen zu, aber bei den statistisch ermittelten Vergleichsgruppendaten sind sie als evident zu betrachten. Die Untersuchungen bezogen sich auf verschiedene Areale des Gehirns, wobei die Resultate mit dem bereits gesicherten, breiten Wissen um die typischen Verhaltensweisen bei autistischen Erkrankungen übereinstimmen. Bei Kindern zeigte sich vielfach eine vergrößerte Amygdala sowie ein schneller wachsendes Gehirn, 65 % mehr Neuronen im frontalen Cortex, jedoch ein kleineres Corpus callosum, ebenso eine geringere Synapseneliminierung.

### Konnektivität

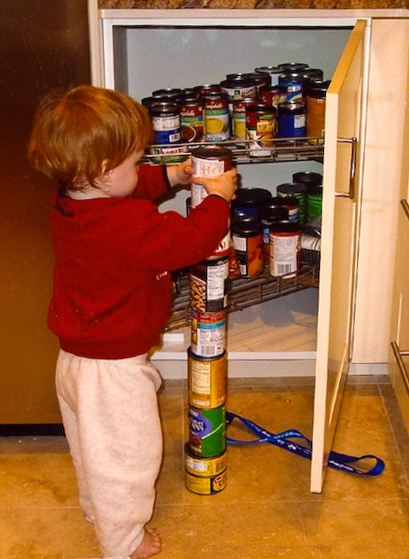
Auffällig oft wiederholtes Stapeln oder Aufreihen als möglicher Ausdruck von Überspezialisierung

2004 widmete sich eine Forschergruppe um Marcel Just und Nancy Minshew an der Carnegie Mellon University in Pittsburgh (USA) den Erscheinungen der veränderten Konnektivität (großräumiger Informationsfluss, englisch connectivity). Sie untersuchten die Gehirne von 17 Probanden. Funktionelle Gehirnscans (fMRI) zeigten im Vergleich zur Kontrollgruppe sowohl Bereiche mit erhöhter als auch Bereiche mit verminderter Aktivität sowie eine reduzierte Synchronisation der Aktivitätsmuster in verschiedenen Gehirnarealen. Auf der Grundlage dieser Ergebnisse entwickelten die Autorinnen und Autoren erstmals die Theorie der Unterkonnektivität (underconnectivity).
Die Erkenntnisse der Forschergruppe um Just und Minshew wurden von Kollegen um die ihrigen ergänzt und die Theorie der zerebralen Unterkonnektiviät fortentwickelt. Von anderer Fachseite, soweit es sich nicht um die einzig mögliche Erklärung handelte, wurde die Theorie der Unterkonnektiviät nicht als gegensätzlich, sondern nun als übergreifendes, wissenschaftliches Generalmodell verstanden. In den folgenden Jahren nahmen die Studien zur zerebralen Konnektivität im Rahmen des Autismusspektrums quantitativ weiter zu. Dabei wurde, im Gegensatz zur zuvor allgemein erkannten Unterkonnektivität, häufig auch eine nur lokal beschränkte zerebrale Überkonnektivität entdeckt. Letztere wird allerdings – gestützt auf Erkenntnisse zur frühkindlichen Gehirnentwicklung bei Autismus – eher als „Überspezialisierung“, nicht als Steigerung der Effektivität verstanden. Um beiden Erscheinungen gerecht zu werden, werden die Forschungsergebnisse nun als atypische Konnektivität bezeichnet. Sie könnten sich (Stand Juli 2015) zum Konsensmodell entwickeln. Dies könnte auch dann gelten, wenn das Asperger-Syndrom nur für sich allein und nicht im ganzen Autismusspektrum in den Blick genommen wird.

## Behandlung
Nicht jede Diagnose des Asperger-Syndroms zieht notwendig einen Therapiebedarf nach sich. Denkbar ist eine symptomatische Therapie, die sich auf verhaltenstherapeutische Ansätze (zum Beispiel TEACCH, ABA) und die Einübung sozialer Fertigkeiten stützt. Mit den Behandlungsgrundsätzen für Menschen mit Asperger haben sich insbesondere Klin und Volkmar beschäftigt. Zur Behandlung bei Erwachsenen liegt eine umfassende Publikation von 2013 durch die Freiburger Autismus-Studiengruppe vor. Auch eine Anpassung der äußeren Umgebung an die Bedürfnisse der Patienten kann sinnvoll sein.
Wenn Symptome wie ausgeprägte Hyperaktivität und Unruhe, aggressives Verhalten, Schlafstörungen oder depressive Verstimmungen hinzutreten, können auch Medikamente eingesetzt werden. In einer systematischen Übersichtsarbeit aus dem Jahre 2012 wurden 32 Studien analysiert, die die Effektivität von Behandlungen von Jugendlichen und von jungen Erwachsenen mit Autismus-Spektrum-Störungen untersuchten. Das Ergebnis war, dass keine der 32 Studien als gut qualifiziert werden könne und nur fünf davon noch als akzeptabel anzusehen seien.

## Autismusrechtsbewegung
In der neurowissenschaftlichen und medizinischen Forschung wird das Asperger-Syndrom als eine Abweichung in der Informationsverarbeitung des Gehirns beschrieben. Einen anderen Ansatz verfolgt zum Beispiel der britische Psychologe Tony Attwood, der das Syndrom nicht als Abweichung, sondern als eine Normvariante der Informationsverarbeitung begreift. Attwood räumt ein, dass Asperger-Autisten in einem sozialen Umfeld, dessen Verhaltensregeln sie nur schlecht folgen können, strukturell benachteiligt sind, betont jedoch, dass diese Normvariante des Gehirns eine volle Daseinsberechtigung habe. Hilfreicher als eine Diagnose und die Aufzeigung der Mängel eines Asperger-Autisten sei es, dessen Stärken und Talente zu erkennen.
Als Alternative zu klinisch klingenden Bezeichnungen, wie „Asperger-Patient“ oder „Asperger-Autist“, hat die US-amerikanische Pädagogin Liane Holliday Willey 1999 den Ausdruck „Aspie“ geprägt, eine (Selbst-)Bezeichnung, die vor allem die Fähigkeiten und Stärken von Menschen mit Asperger betonen soll.
Viele Menschen mit Asperger, die geordnet leben und organisiert sind, fordern – unter anderem auf Veranstaltungen wie dem Autistic Pride Day – die Entpathologisierung und die gesellschaftliche Akzeptanz der autistischen Persönlichkeit. Der von der Autismusrechtsbewegung benutzte Ausdruck – „Neurodiversität“ (neurodiversity) – soll die Idee zum Ausdruck bringen, dass eine atypische neurologische Entwicklung ein normaler menschlicher Vorgang sei, der ebenso Akzeptanz verdiene wie jedes andersartige Individuum auch.

## Forschungseinrichtungen
Zu den Einrichtungen, an denen Forschungsschwerpunkte für das Asperger-Syndrom bestehen, zählen das Center for Cognitive Brain Imaging an der Carnegie Mellon University in Pittsburgh/USA (Marcel Just, Nancy Minshew), das Yale Child Study Center der Yale University School of Medicine (Fred Volkmar), das Gillberg Neuropsychiatry Centre der Universität Göteborg (Christopher und Carina Gillberg) und das Universitäre Zentrum Autismus Spektrum (UZAS) in Freiburg im Breisgau.
Aktuelle Ergebnisse der internationalen Autismusforschung werden auf der seit 2007 jährlich stattfindenden Wissenschaftlichen Tagung Autismus-Spektrum (WTAS) vorgestellt. Diese Tagung ist im Zuge der Gründung der Wissenschaftlichen Gesellschaft Autismus-Spektrum (WGAS) 2008 auch deren entscheidendes Organ.

## Rechtssituation
Da das Asperger-Syndrom als Variante des Autismus aufgefasst wird, gelten analog auch die rechtlichen Bestimmungen zu Behinderung bzw. Schwerbehinderung.

## Retrospektive Diagnose bekannter Persönlichkeiten
Bereits Hans Asperger schrieb: „Es scheint, dass für Erfolg in der Wissenschaft oder in der Kunst ein Schuss Autismus erforderlich ist.“ Die Frage nach dem Verhältnis zwischen dem Asperger-Syndrom und herausragenden Leistungen beschäftigte auch den irischen Kinderpsychiater Michael Fitzgerald. Fitzgerald veröffentlichte seit 1999 eine Reihe von Aufsätzen und Büchern, in denen er die Lebensläufe berühmter Persönlichkeiten auf Anzeichen des Asperger-Syndroms hin prüfte. Fitzgerald ist davon überzeugt, dass viele Merkmale des Asperger-Syndroms Kreativität begünstigen und dass die Fähigkeit, sich intensiv auf einen Gegenstand zu konzentrieren und für eine schöpferische Arbeit endlose Mühsal auf sich zu nehmen, für dieses Syndrom charakteristisch ist.
Christopher Gillberg und Oliver Sacks haben ähnliche postume Diagnoseversuche unternommen. Um manche Persönlichkeiten – etwa Isaac Newton und Albert Einstein – sind regelrechte Kontroversen entstanden. Wieder andere Forscher stehen solchen Diagnoseversuchen skeptisch gegenüber, zum Beispiel Fred Volkmar vom Yale Child Study Center, der (2001 oder früher) äußerte: „Es gibt leider eine Art Hausindustrie, aufzudecken, dass jeder Asperger hat.“

## Asperger-Syndrom in den Medien

### Belletristik
- Craig Lancaster: 600 Hours of Edward. Riverbend Publishing, 2009, ISBN 978-1-60639-013-9.
- Craig Lancaster: Edward Adrift. Lake Union Publishing, 2013, ISBN 978-1-61109-905-8.
  - Deutsche Ausgabe: Edward auf Reisen. AmazonCrossing, Seattle 2014, ISBN 978-1-4778-2168-8.
- Kathy Lette: The Boy who Fell to Earth. Bantam Press, 2012, ISBN 978-0-593-06084-1.
- Jodi Picoult: House Rules. Hodder, 2010, ISBN 978-0-340-97908-2.
  - Deutsche Ausgabe: In den Augen der anderen. Roman. Bastei Lübbe, Köln 2011, ISBN 978-3-431-03841-5.
- Daniela Schreiter: Schattenspringer. Comic. Panini, Stuttgart 2014, ISBN 978-3-86201-950-2.
- Daniela Schreiter: Schattenspringer 2. Comic. Panini, Stuttgart 2015, ISBN 978-3-95798-308-4.
- Daniela Schreiter: Schattenspringer 3. Comic. Panini, Stuttgart 2018, ISBN 978-3-7416-0637-3.
- Graeme Simsion: The Rosie Project.  Simon & Schuster, 2013, ISBN 978-1-4767-2908-4.
  - Deutsche Ausgabe: Das Rosie-Projekt. Roman. Fischer Krüger, Frankfurt am Main 2014, ISBN 978-3-8105-1951-1.
- Graeme Simsion: The Rosie Effect: A Novel. Michael Joseph Ltd, 2014, ISBN 978-0-7181-7948-9.
  - Deutsche Ausgabe: Der Rosie-Effekt: Noch verrückter nach ihr. Fischer Krüger, Frankfurt am Main 2014, ISBN 978-3-8105-2258-0.
- Lost in Fuseta, seit 2017 erscheinende Romanreihe um titelgebenden autistischen Kommissar Leander Lost von Gil Ribeiro alias Holger Karsten Schmidt.

### Jugendliteratur
- Siobhan Dowd: The London Eye Mystery. David Fickling Books, 2007, ISBN 978-0-385-61266-1.
- Mark Haddon: The Curious Incident of the Dog in the Night-Time. Vintage, 2003, ISBN 0-09-947043-8; deutsch: Supergute Tage oder Die sonderbare Welt des Christopher Boone. cbj, 2015, ISBN 978-3-570-40321-1.
- Daniela Schreiter: Lisa und Lio: Bd. 1: Das Mädchen und der Alien-Fuchs. Panini Stuttgart 2020, ISBN 978-3-7416-1823-9

### Spielfilme
- Rain Man (USA 1988)
- Mozart und der Wal (USA 2005)
- Ben X (Belgien 2007)
- Adam (USA 2009)
- Im Weltraum gibt es keine Gefühle (Komödie produziert von der Svensk Filmindustri, Schweden 2010)
- My Name Is Khan (Indien 2010)
- Der kalte Himmel (Zweiteiler, Deutschland 2010)
- Liebe am Fjord – Das Ende der Eiszeit (aus der Reihe Liebe am Fjord, Deutschland 2011)
- Die Brücke – Transit in den Tod (mehrteiliger dänisch-schwedisch-deutscher Kriminalfilm, 2011)[113]
- Ein Sommer in Masuren (aus der Reihe Herzkino, Deutschland 2015)
- Zwischen uns (Deutschland 2021)
- Wochenendrebellen (Deutschland 2023)

### Fernsehserien
- The Big Bang Theory (Vereinigte Staaten, 2007–2019), mit Jim Parsons als Dr. Dr. Sheldon Lee Cooper
- Young Sheldon (Vereinigte Staaten, seit 2017)
- Boston Legal (Vereinigte Staaten, 2004–2008, sporadisch ab 2005, durchgehend 2007–2008)
- SOKO Stuttgart (Deutschland, 2009-), mit Benjamin Strecker als Rico Sander
- Parenthood (Vereinigte Staaten, 2010–2015)
- Ella Schön (Deutschland, 2018–2022), mit Annette Frier
- The Good Doctor (Vereinigte Staaten, 2017–2024), mit Freddie Highmore als Chirurg Shaun Murphy
- Atypical (Vereinigte Staaten, 2017), mit Keir Gilchrist als Schüler Sam Gardner
- Der Alte (Deutschland, 2017–2021 in der Figur des Lenny Wandmann, gespielt von Thimo Meitner)
- Das Quartett (Deutschland, seit 2019 in der Figur des Linus Roth, gespielt von Anton Spieker)
- Lost in Fuseta (Deutschland, seit 2022), mit Jan Krauter als Kommissar Leander Lost
- Extraordinary Attorney Woo (Südkorea, 2022), mit Park Eun-bin als Anwältin Woo Young-woo

### Trickfilme
- Mary und Max (Animationsfilm von Adam Elliot, Australien 2009)
- South Park Staffel 15 Nr. 8 (Animationsserie, USA 2011) behandelt satirisch die unsichere nosologische Klassifikation des Asperger-Syndroms.

### Videospiele
- To the Moon (Adventure von Freebird Games, 2011) – Die Partnerin des Protagonisten hat das Asperger-Syndrom.

### Geschichte des Asperger-Syndroms
- Hans Asperger: Das psychisch abnorme Kind. In: Wiener Klinische Wochenzeitschrift. Jg. 51, 1938, ISSN 0043-5325, S. 1314–1317.
- Hans Asperger: Die „Autistischen Psychopathen“ im Kindesalter. In: Archiv für Psychiatrie und Nervenkrankheiten. Band 117, 1944, S. 73–136. doi:10.1007/bf01837709 (autismus-biberach.com (PDF; 197 kB))
- Lorna Wing: Asperger’s syndrome: a clinical account. In: Psychological Medicine. Band 11, Nummer 1, Februar 1981, S. 115–129. PMID 7208735. (Wissenschaftliche Veröffentlichung, die maßgeblich dazu beitrug, die Bezeichnung des Symptombilds als „Asperger-Syndrom“ zu etablieren.)
- Steve Silberman: Geniale Störung. Die geheime Geschichte des Autismus und warum wir Menschen brauchen, die anders denken. DuMont Buchverlag, Köln 2016, ISBN 978-3-8321-9845-9.

### Forschungsliteratur
- James McPartland, Ami Klin, Fred R. Volkmar (Hrsg.): Asperger Syndrome. Guilford, New York 2014, ISBN 978-1-4625-1414-4.
- Kyra Müller: Autismus und Arbeit. Inklusion von Menschen im autistischen Spektrum in das Arbeitsleben. Rahmenbedingungen. Fördermöglichkeiten. Empirische Untersuchung. (= Wissenschaftliche Arbeiten zum Autismus-Spektrum, Band 4) Verlag Rad und Soziales, (ohne Ort) 2015, ISBN 978-3-945668-29-0 (Buch) und ISBN 978-3-945668-28-3 (E-Book).
- Ludger Tebartz van Elst: Das Asperger-Syndrom im Erwachsenenalter: und andere hochfunktionale Autismus-Spektrum-Störungen. MWV Medizinisch Wissenschaftliche Verlagsges., 2012, ISBN 978-3-941468-80-1. Neuausgaben unter dem Titel: Autismus-Spektrum-Störungen im Erwachsenenalter. 2021, ISBN 978-3-95466-645-4.
- Dieter Ebert, Thomas Fangmeier, Andrea Lichtblau, Julia Peters, Monica Biscaldi-Schäfer, Ludger Tebartz van Elst: Asperger-Autismus und hochfunktionaler Autismus bei Erwachsenen. Ein Therapiemanual der Freiburger Autismus-Studiengruppe. Hogrefe Verlag, Göttingen 2013, ISBN 978-3-8409-2501-6.

### Einführungen
- Helmut Remschmidt, Inge Kamp-Becker: Asperger-Syndrom. Verlag Springer, 2006, ISBN 3-540-20945-X.
- Nicole Schuster: Ein guter Tag ist ein Tag mit Wirsing. (M)ein Leben in Extremen: Das Asperger-Syndrom aus der Sicht einer Betroffenen. (= Autismus. Studien, Materialien und Quellen, Band 17) Weidler Buchverlag, Berlin 2007, ISBN 978-3-89693-483-3.

### Ratgeberliteratur
- Kai Vogeley: Anders sein. Asperger-Syndrom und Hochfunktionaler Autismus im Erwachsenenalter – Ein Ratgeber. Beltz, Weinheim 2012, ISBN 978-3-621-27933-8.
- Christine Preißmann: Überraschend anders – Mädchen & Frauen mit Asperger. Trias, Stuttgart 2013, ISBN 978-3-8304-6819-6.
- Christine Preißmann: Psychotherapie und Beratung bei Menschen mit Asperger-Syndrom. Konzepte für eine erfolgreiche Behandlung aus Betroffenen- und Therapeutensicht. 4., erweiterte und überarbeitete Auflage. Kohlhammer, Stuttgart 2019, ISBN 978-3-17-032946-1.
- Tony Attwood: Das Asperger-Syndrom: Das erfolgreiche Praxis-Handbuch für Eltern und Therapeuten. 5. Auflage, Trias, Stuttgart 2022, ISBN 978-3-432-11500-9. Frühere Auflagen unter dem Titel: Ein ganzes Leben mit dem Asperger-Syndrom. Von Kindheit bis Erwachsensein – alles was weiterhilft.
- Tony Attwood, Michelle Garnett: Mit Asperger-Syndrom im Job zufrieden und erfolgreich sein. Das 7-Schritte-Programm für Menschen im Autismus-Spektrum. Trias, Stuttgart 2024, ISBN 978-3-432-11836-9.